# Bibliothèque de Viipuri

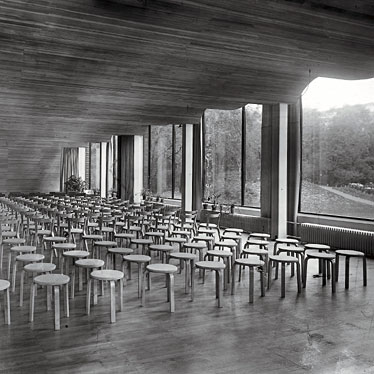
Auditorium de la bibliothèque municipale de Viipuri dans les années 1930.

La Bibliothèque municipale de Viipuri, construite en Finlande entre 1933 et 1935 par l’architecte finlandais Alvar Aalto, est maintenant, à la suite d'un changement de frontière de 1944, en Russie à Vyborg, nom russifié de Viipuri. 
Cette bibliothèque est internationalement considérée comme une œuvre majeure de l’architecte, et aussi une des premières manifestations du modernisme régional. Elle est célèbre pour son auditorium dont le toit forme une vague.

## Histoire
Le projet d’Aalto connu une profonde transformation depuis ce qu’il avait proposé lors du concours organisé en 1927, qui se conformait plutôt à un style classique (rappelant plus une composition de l’architecte suédois Gunnar Asplund). Huit ans plus tard, il livre un bâtiment radicalement fonctionnaliste dans un style purement Moderne. Ce type de réponses architecturales avec des aires de lecture en décaissé, des faux-plafonds flottants ainsi que des ouvertures zénithales cylindriques, testées pour la première fois à Viipuri, réapparaîtront régulièrement dans l’œuvre d’Aalto. Aalto se démarquait de la première génération des architectes Modernes (comme Walter Gropius et Le Corbusier) avec sa prédilection des matériaux naturels : dans son travail, « le bois était pour la première fois mis en œuvre de façon moderne avec du béton, du stuc blanc, du verre et de l’acier. »
La Deuxième Guerre mondiale marqua non seulement un tournant dans l’histoire de la bibliothèque mais aussi de la ville de Vyborg qui fut cédée à l’Union Soviétique En réalité, Viipuri fut annexée par l'Union soviétique [voir notamment l'article "Viipuri virtuelle" de Juha Lankinen sur Internet]. Le bâtiment avait été abîmé pendant la guerre et les projets de réparation ont émané des autorités soviétiques mais n’ont jamais été réalisés. Le bâtiment resta alors inoccupé pendant une décennie, causant encore plus de dégâts comme la destruction du plafond ondulant de l’auditorium. Pendant les années 1950, des plans de restauration ont été exécutés – dont une version dans un style classiquement stalinien dans le goût de l’époque – par l’architecte Alexandre Chver.
Jusqu’à l’arrivée au pouvoir de Mikhaïl Gorbatchev, peu de visiteurs occidentaux avaient visité Vyborg, et beaucoup de publications occidentales parlaient du mauvais état de la bibliothèque, dont des rapports erronés relatant sa complète destruction. Le bâtiment est maintenant dans la liste des bâtiments russes présentant un intérêt culturel ou historique. Des comités russes et finlandais ont été fondés pour promouvoir sa restauration, qui avance petit à petit alors que le bâtiment continue d'accueillir du public. La restauration est dirigée par l’académie Alvar Aalto sous la direction de l’architecte Tapani Mustonen. Aujourd’hui (en 2006) la coquille extérieure du bâtiment, y compris les toits et ouvertures zénithales, a été réparée, et les travaux à l’intérieur ont commencé. Mais jusqu’à présent l’auditorium au toit suspendu ondulant n’a toujours pas été réparé.
En septembre 2003 un séminaire et workshop international a été tenu dans la bibliothèque, sous les auspices de DoCoMoMo, pour discuter de la restauration de la bibliothèque, ainsi que de son rôle au niveau local. Les experts en restauration sont venus du monde entier.
La bibliothèque a aussi été le point de départ d’un projet complètement différent : un film de l’artiste américano-finlandaise Liisa Roberts, What’s the time in Vyborg? (2002). L’ambition de Roberts était de montrer les points de vue introspectifs des finlandais à propos de leur ancienne ville, en organisant et filmant un atelier d’écriture organisé pour les jeunes de Vyborg.

## Citation
« Quand je dessinais la bibliothèque de Viipuri (et j’ai eu tout mon temps, en tout cinq ans), j’ai passé de longues phases à faire des variations, comme ça venait, avec plein de croquis naïfs. Je dessinais toutes sortes de paysages avec des montagnes fantastiques, avec des versants éclairés par plein de soleils à des hauteurs différentes, qui progressivement m’ont amené à l’idée principale du bâtiment. Le parti architectural de la bibliothèque comprend plusieurs zones de lecture et de prêt placées à différents niveaux, avec la partie administrative et de supervision tout en haut. Mes dessins enfantins n’étaient pas vraiment directement liés à une idée architecturale, mais ils m’ont finalement conduit à une imbrication de la coupe et du plan, et à une sorte d’unité horizontale et verticale de la construction. »

— (The Trout and the Stream, Alvar Aalto, 1947)

## Anecdotes
- La célèbre photographie du plafond de l’auditorium (voir ci-dessus) ne montre aucune lampe. La photo a été prise juste avant leur installation[3].
- En 1998, à l'occasion du centième anniversaire d’Aalto, une section de 2 mètres par 10 du plafond de l’auditorium a été reconstruite.